# Vit amarant
Vit amarant (Amaranthus albus) är en växt tillhörande amarantsläktet. 